# Ostermundigen
Ostermundigen är en ort och kommun i kantonen Bern, Schweiz. Kommunen har 18 195 invånare (2023). Ostermundigen är huvudort i distriktet Bern-Mittelland. Sedan 1983 är den en egen kommun, innan var den en del av Bolligen.
Ostermundigen är en förortskommun öster om Bern. 1859 fick kommunen järnväg, nu en del av S-Bahn Bern. De största arbetsplatserna är Intersport och Emmi (mejeri).
Ursula Andress är född i Ostermundigen.

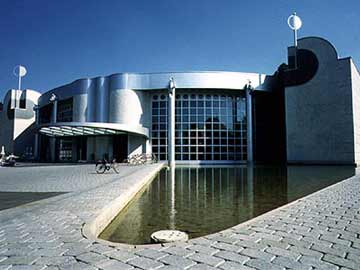
Migros snabbköp av arkitekt Justus Dahinden.